# トゥーフェイス
トゥーフェイス(Two-Face)、ハービー・デント(Harvey Dent)は、DCコミックスの出版するアメリカンコミック『バットマン』に登場する架空のスーパーヴィラン。ボブ・ケインとビル・フィンガーによって創造され、”Detective Comics“ #66（1942年8月）で初登場した。トゥーフェイスはバットマンの最も永続的な敵の一つである。

## 概要
ボブ・ケインとビル・フィンガーによって創造され、”Detective Comics“ #66（1942年8月）で初登場した。ハービー・デントはゴッサム・シティの高潔な地方検事だったが、裁判中にサル・マローニに酸性化学製品を投げられて顔の左側に傷跡を作る。その影響で正気を失い、二重性に取りつかれた犯罪者「トゥーフェイス」になった。彼は統合失調症、双極性障害、解離性同一性障害を発症しており、可能性と運命に強迫観念を抱いている。彼は幸運をもたらすお守り（酸により片側に損傷を受けた双頭のコイン）のコイントスにより、全ての重要な意思決定を行う。現代のバージョンでは、かつてジェームズ・ゴードンとバットマンの盟友だったという過去が確立されている。
IGNの“Top 100 Comic Book Villains of All Time”（コミックブックのヴィラントップ100）では、トゥーフェイスは12位にランクインした。

## オリジン
ハービー・デントは幼少時に多くの苦難を経験した。虐待的で精神障害のある父親の下で成長して、彼は精神病（例を挙げれば、双極性障害と統合失調症）になり始めた。しかし、自身を抑制してゴッサムシティに奉仕する26歳の最も若い地方検事になる（彼の美貌とすっきりとしたイメージから「アポロ」というあだ名をつけられる）。バットマンが犯罪との戦いを開始するおよそ6ヵ月に選出された。
ゴッサムから組織犯罪のボスであるサル・マローニとカーマイン・ファルコーネを一掃するために、ジェームズ・ゴードン本部長とバットマンとの同盟を作る。ゴードンはデントがバットマンかもしれないと推測するが、デントはバットマンの財源を欠いていることを理由に推測を否定した。ファルコーネは堕落した地方検事のヴァーノン・フィールズをサル・マローニにデントの外観を損なう硫酸を与えるために雇う。顔に傷跡の残ったデントは、彼の父親が行う常に殴られて終わる卑怯な毎夜の「ゲーム」で使用するトレードマークのコインを父親から得る。それは、自身の無能さを染み込ませ、一人で選択をする自由意志を放棄して全ての決定をコインに頼る事を決める。トゥーフェイスはフィールズ及びマローニへの復讐を選び、アーカム・アサイラムに投獄される。

## 他のメディア

### 映画
『バットマン』(1989年)
演 - ビリー・ディー・ウィリアムズ | 日本語吹替 - 筈見純(ソフト版)、原田一夫(TBSテレビ版)、田中信夫(テレビ朝日版)
新任の地方検事であり、ギャングの撲滅を宣言する。トゥーフェイスにはならない。
『バットマン フォーエヴァー』(1995年)
演 - トミー・リー・ジョーンズ | 日本語吹替 - 菅生隆之(ソフト版)、小林清志(テレビ朝日版)
裁判中に自身に恨みを持つサル・マローニに硫酸の入った小瓶を投げつけられて左半身が焼け爛れる。この影響でデントは常に物事を裏表で捉える二重人格になった。裁判中にバットマンがいたにもかかわらず自身を救わなかったことからバットマンを恨む。
アーカム・アサイラムに収容されて2年目に脱走する。彼の銃はダブルノック式である。シュガーとスパイスというトゥーフェイスの二面性を表現した二人の娼婦を側に置いている。リドラーの申し出を受けて同盟を結び、バットマンを追い詰める。硫酸の満たされた罠でバットマンを殺そうとするが、バットマンに大量のコインを投げつけられて、コインを拾おうとして硫酸に転落して溶解死した。トミー・リー・ジョーンズが演じる。
『バットマン & ロビン Mr.フリーズの逆襲』(1997年)
トゥーフェイスのスーツが、リドラーのスーツとともにアーカム・アサイラムの囚人の私物保管所に保管されている。
『ダークナイト』(2008年)
演 - アーロン・エッカート | 日本語吹替 - 木下浩之(ソフト版)、井上和彦(テレビ朝日版)
地方検事であり、「光の騎士」（White knight）として市民に信頼されている。内務調査部に務めていた頃は「ハービートゥーフェイス」(Harvey Two Face)と呼ばれていた。父親の形見であるコインを持ち歩いており、物事を決断する際にコイントスをする癖がある(このコインは実は両面どちらとも表の柄だったので、実際には自分の行動は初めから決めて行動していた)。
焼けた顔はCGで生成された。スーツは爆発で左半分が焼け焦げたものをそのまま着ていて、コインもその時片面が焼けてしまった＝裏表が成立するようになってしまった。トゥーフェイスの情報は映画の公開まで伏せられたが、予告やポスターでトゥーフェイスの登場を示唆されている。今作では過去の作品の様に典型的な悪役ではなく、自身が長年命を懸けて仕えてきた正義に裏切られ、愛する者を失った悲劇的かつ人間心理の二面性を象徴する哲学的な人物像となっている。
『ダークナイト ライジング』(2012年)
デント法によりゴッサム・シティ警察はほぼ全ての組織犯罪を根絶した。デント法の存続が市長のマニフェストになっている。
『ジョーカー:フォリ・ア・ドゥ』(2024年)
演 - ハリー・ローティー | 日本語吹替 - 山田裕貴
アーサー・フレック / ジョーカーを起訴するゴッサム・シティの新任地方検事。トゥーフェイスにはならない。

### ドラマ
『GOTHAM/ゴッサム』(2014年)
演 - ニコラス・ダゴスト、日本語吹替 - 遊佐浩二
シーズン1エピソード9に若き検事補のハービー・デントとして登場。ゴードンに協力し、ウェイン夫妻殺害事件の捜査に加わる。
劇中でトゥーフェイスになることはないが、非行少年に激励の言葉をかけたり、ゴードンに「街をよくしたい」と語るなど、高潔な人物として描かれる一方で、事件の犯人と思われる人物に掴みかかり激しく罵倒するなど、二面性のある人物として描かれている。

### アニメ
『バットマン』
ハービー・デントは自身の凶暴な人格ビッグ・バッド・ハーブを抑えられなくなり、精神科医レスリー・トンプキンスの診察を受けていた。マフィアのボスであるルパート・ソーンに知られ、公表すると脅されるもハーブが現れて暴れ出してしまう。逃げ出したソーンを追うハーブは工場の爆発に巻き込まれて顔の半分を傷つけてしまい、そこからギャングになってしまった。
声優はリチャード・モール。日本語訳は大塚明夫。
『バットマン・ザ・フューチャー』
40年後の近未来を描いている。OVA『蘇ったジョーカー』にバットラングで首を切り裂かれるトゥーフェイスの人形が登場する予定だったが、規制によりキャンセルされた。